# Kobayashi
Kobayashi (en japonés, 小林, El "Pequeño Bosque") es el noveno apellido japonés más frecuente. Puede referirse a:

## Arte y entretenimiento
- Kana Kobayashi (1991-), cantante y actriz
- Marina Kobayashi (1996-), cantante y actriz
- Kobayashi Issa (1763–1828), poeta, considerado un maestro de los haiku
- Jin Kobayashi (1977-), artista del manga, autor de School Rumble
- Hana Kobayashi (1982-), cantante venezolana-japonesa.
- Hideo Kobayashi (1902-1983), ensayista y crítico literario
- Masaki Kobayashi (1916–1996), director cinematográfico.
- Sanae Kobayashi (1980-), actriz de voz (seiyū)
- Takeshi Kobayashi, compositor musical
- Yoshinori Kobayashi (1953-), escritor y artista manga
- Yū Kobayashi (1982-), actriz de voz (seiyū) y cantante
- Yumi Kobayashi (1988-), modelo de pasarela
- Yumiko Kobayashi (1979-), actriz de voz (seiyū)

## Deportes
- Daigo Kobayashi (1983-), futbolista del club griego Iraklis F.C.
- Kamui Kobayashi (1986-), piloto de Fórmula 1
- Kenta Kobayashi (1981-) luchador profesional
- Kaho Kobayashi (1992-) luchadora profesional
- Koichi Kobayashi (1952-), jugador de go
- Masato (kickboxer), or Masato Kobayashi (1979-), boxeador profesional japonés
- Nobuaki Kobayashi (1942-2019), jugador de billar
- Satoru Kobayashi (1959-), jugador de go
- Takeru Kobayashi (1978-), comedor competitivo

## Política
- Ann Kobayashi (1937-), miembro del ayuntamiento de Honolulu

## Ciencias
- Hayao Kobayashi (1942-), químico y profesor en la Universidad de Nihon.
- Makoto Kobayashi (1944-), físico, premio Nobel de Física 2008, estudia la violación de la simetría CP
- Shoshichi Kobayashi (1932-), matemático
- Takao Kobayashi (1961-), astrónomo aficionado, cazador de asteroides
- Toru Kobayashi, astrónomo, descubridor del cometa C/1975 N1 (Kobayashi-Berger-Milon)
- Toshiyuki Kobayashi (1962-), matemático

## En la ficción
- Kobayashi, abogado de Keyser Söze en la película The Usual Suspects , interpretado por Pete Postlethwaite.
- Kobayashi-san, un personaje de la serie manga y animé Miss Kobayashi's Dragon Maid
- Kobayashi-sensei, un personaje de la serie japonesa de manga La Ley de Ueki
- Akane Kobayashi, un personaje de la serie de manga y anime de Doki Doki School hours
- Amiko Kobayashi, hija adoptiva de Wolverine, superhéroe de Marvel
- Yukio (Yukio Kobayashi), Madre adoptiva de Amiko Kobayashi y esposa de Wolverine, superheroína japonesa de Marvel.
- Daigo Kobayashi, protagonista de la película Despedidas de 2008
- Hatoko Kobayashi y su hermano Kotaro Kobayashi, personajes de la serie manga Angelic Layer
- Hayato Kobayashi, personaje de la serie de anime de televisión, Mobile Suit Gundam
- Rin Kobayashi, personaje en el manga de ciencia ficción Please, Save My Earth
- Washu Kobayashi y Washu Fitzgerald Kobayashi, nombre del personaje de anime y de manga Washu Hakubi en el Pretty Sammy OVA y el Magical Project S
- Hitomonji Kobayashi, personaje en el anime y el manga Cheeky Angel
- Sashi Kobayashi, Personaje en la serie Penn Zero: Casi Heroe
- Yoshio Kobayashi, personaje del anime Rampo Kitan: Game of Laplace

## Otros usos
- Kobayashi, Miyazaki, ciudad de Japón
- Kobayashi Maru, ejercicio de entrenamiento de ficción en Star Trek, a partir del nombre de una nave espacial
- Kobayashi, un planeta en el sistema Yakawa de Mass Effect 2